# Fresco fresco
Fresco fresco è stato un programma televisivo italiano di genere contenitore per ragazzi, in onda nel periodo estivo sulla Rete 1, alle 18:15 dal lunedì al venerdì, a partire da giovedì 30 giugno 1980, per quattro edizioni fino al 26 agosto 1983.

## Il programma
Il programma nasceva come contenitore di giochi in studio, rubriche, gag, serie televisive e cartoni animati e nell'ultima edizione almeno il martedì e il giovedì il programma andava in onda anche dalle località turistiche. 
Andava in onda in estate.

## Cast

### Prima edizione
Autori: Corrado Biggi, curata da Dante Fasciolo; scenografie di Dino Pozzi; regia di Luigi Turolla. 
Conduttori: Giampiero Boneschi e Franco Cerri, sostituiti la settimana successiva da
Cinzia De Carolis, Marco Columbro, Gigi Marziali, Patricia Pilchard, coadiuvati dall'orchestra di Alain Mechoulam.
Data trasmissione: 14/ 07/1980 - 05/09/1980. Programmi trasmessi:
Wattoo Wattoo, Woobinda, Heidi, La piccola casa nella prateria

### Seconda edizione
Conduttori: Edy Angelillo, Dania Cericola e Maurizio Esposito.
Data trasmissione: 29/06/1981 - 28/08/1981.
Programmi trasmessi: Sky, La frontiera del drago, Mazinga Z, Le isole perdute, Dick Barton – agente speciale, Per tutto l’oro del Transvaal, Tre nipoti e un maggiordomo, Prigionieri delle pietre

### Terza edizione
Di Corrado Biggi; testi e musiche di Mario Pagano; regia di Enrico Vincenti; conduttori: Barbara D'Urso.
Data trasmissione: 05/07/1982 - 27/08/1982.
Tom Story, Eischied - i lunedì della natura, Tarzan (vari film a puntate).
Pronto dottore, Cara estate, I consigli di clacson, Buon appetito ma..., Un amore di contrabbasso, I sentieri dell'avventura, Hagen, Il Trio Drac, vari film della serie Angelica

### Quarta edizione
Di Corrado Biggi; testi e musiche di Mario Pagano; regia di Enrico Vincenti; conduttori: Maria Teresa Ruta, Roberta Manfredi, Gianni Ippoliti, Gianna Coletto, Giancarlo Ratti, Avio Focolari.
Data trasmissione: 04/07/1983 - 26/08/1983. 
Programmi trasmessi: Astro Boy, Michele Strogoff, Guarda e vinci, Disco fresk, Colorado, Buon appetito e poi, Linea bianca, Linea gialla, Pronto Dottore, Viaggio nella maglia, D'Artagnan e i tre moschettieri, I lunedì della natura, Jack London, L'avventura del grande nord, I miserabili, Il racconto delle due città, La maschera di ferro, Il conte di Montecristo.